# Living Legends (album)
Living Legends è il sesto album del duo hip hop statunitense 8Ball & MJG, pubblicato l'11 maggio del 2004 e distribuito dalla Bad Boy. Partecipano Diddy, Ludacris, Bun B degli Underground Kingz, Twista e T.I..
| Recensione    | Giudizio |
| ------------- | -------- |
| AllMusic      | [ 1 ]    |
| HipHopDX      | [ 3 ]    |
| Rolling Stone | [ 4 ]    |
| RapReviews    | [ 5 ]    |

## Tracce
1. Intro – 1:14 (musica: Bangladesh)
2. You Don't Want Drama (featuring Diddy) – 4:34 (musica: Bangladesh)
3. Straight Cadillac Pimpin' (featuring Shannon Jones) – 4:59 (musica: Davour & Vanex)
4. We Do It – 5:09 (musica: Nashiem Myrick)
5. The Streets (featuring Bun B) – 4:15 (musica: The Wunda Twinz)
6. Mad Rapper (Interlude) – 1:16 (musica: Deric "D-Dot" Angelettie)
7. Shot Off (featuring Ludacris) – 5:20 (musica: Davour & Vanex)
8. When It's On (featuring Diddy) – 5:06 (musica: Yogi)
9. Trying to Get at You (featuring 112) – 4:18 (musica: Gorilla Tek)
10. Baby Girl (featuring Diddy) – 4:17 (musica: Yogi)
11. Get a Kit (Interlude) – 1:47 (musica: Anthony "Scoe" Walker)
12. Forever (featuring Lloyd) – 5:00 (musica: Bangladesh)
13. Look at the Grillz (featuring Twista & T.I.) – 5:20 (musica: Lil Jon)
14. Living Legends (Interlude) – 1:10 (musica: Bangladesh)
15. Don't Make – 5:24 (musica: Bangladesh)
16. Memphis City Blues – 4:48 (musica: Red Spyda)
17. Gangsta – 3:42 (musica: Deric "D-Dot" Angelettie, Pop-Trax)
18. Confessions (featuring Poo Bear) – 4:33 (musica: Cool & Dre)

Durata totale: 72:12

## Classifiche

### Classifiche settimanali
| Classifica (2004)         | Posizione massima |
| ------------------------- | ----------------- |
| Stati Uniti               | 3                 |
| US Top Rap Albums         | 1                 |
| US Top R&B/Hip-Hop Albums | 1                 |

### Classifiche di fine anno
| Classifica (2004)         | Posizione massima |
| ------------------------- | ----------------- |
| Stati Uniti               | 144               |
| US Top R&B/Hip-Hop Albums | 25                |